# Eisenbarthbrunnen

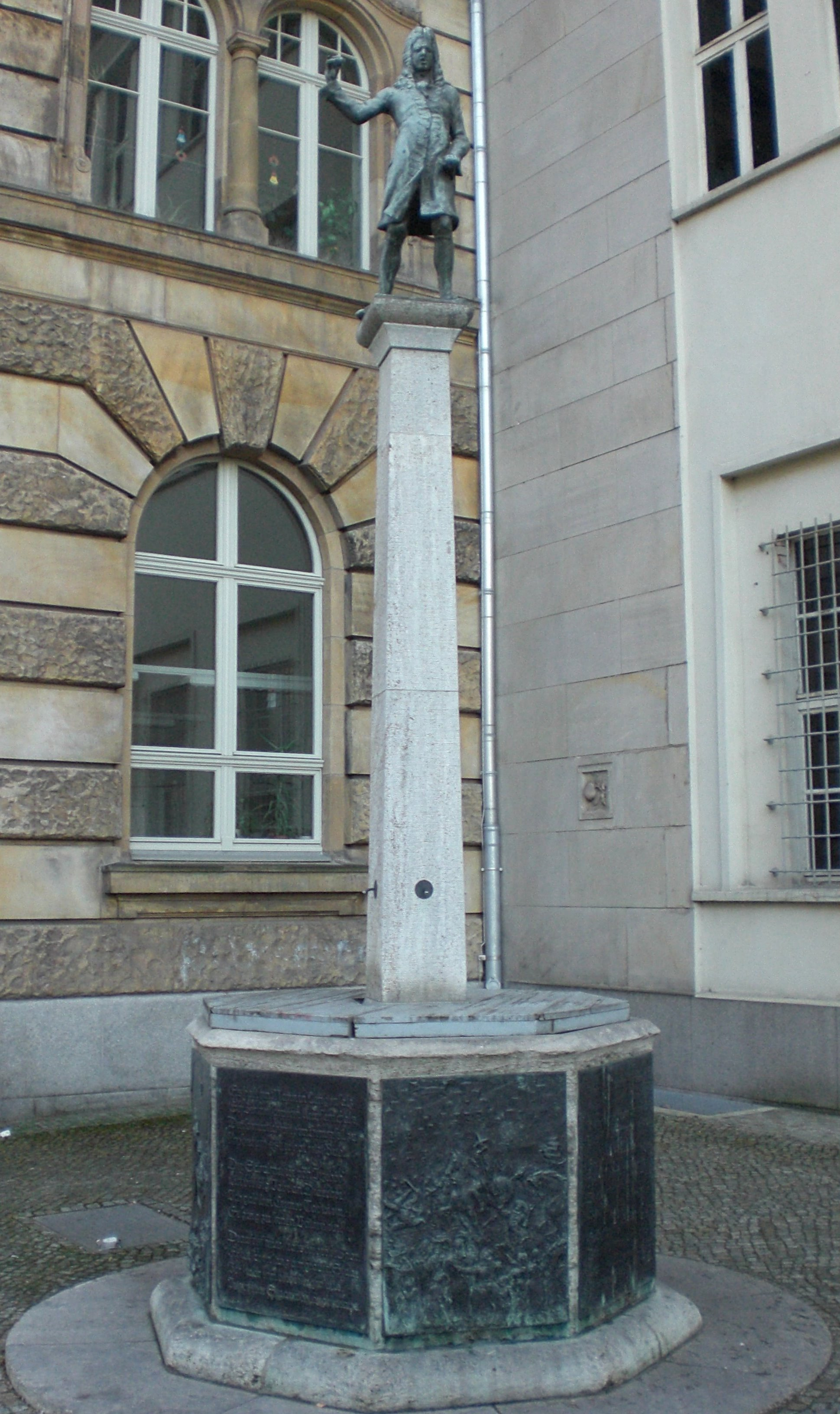
Eisenbarthbrunnen in Magdeburg, 2007

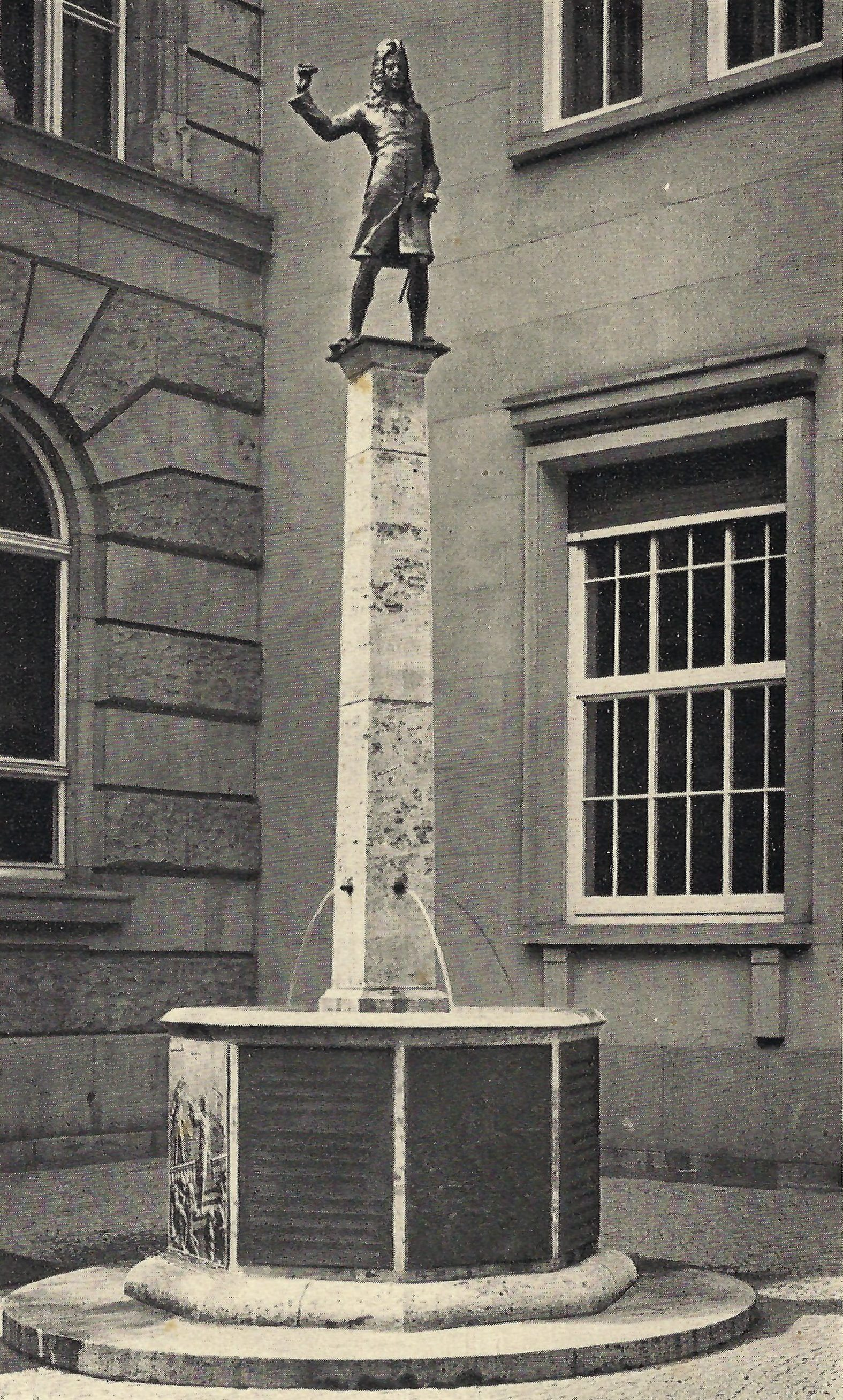
1939

Der Eisenbarthbrunnen ist ein Brunnen in der Magdeburger Altstadt.
Er erinnert an den in der Nähe des Brunnenstandorts im frühen 18. Jahrhundert wirkenden deutschen Handwerkschirurgen, Wundarzt und Starstecher Johann Andreas Eisenbarth („Doktor Eisenbarth“). Der Brunnen wurde durch den Stuttgarter Bildhauer Fritz von Graevenitz geschaffen. und am 9. Juni 1939 als Geschenk der ehemaligen Mitteldeutschen Landesbank an die Stadt Magdeburg enthüllt.

## Geschichte
Anlass der Errichtung des Brunnens war ein Erweiterungsbau der Landesbank, des heutigen Neuen Rathauses. Durch den Anbau an einen bestehenden Altbau ergab sich am Übergang der Gebäude ein als toter Winkel gesehenes Areal. Um die Monotonie dieser Stelle zu unterbrechen, entstand bei den Verantwortlichen der Bank die Idee, dort ein plastisches Kunstwerk, günstiger noch, wegen der dann auch bestehenden akustischen Reize, einen Brunnen zu errichten.
Da der Erweiterungsbau auch die Stelle umfasst, an dem sich einmal das Haus Zum güldenen Apfel, ab 1703 Wohnhaus des Doktors Eisenbarth, befand, entstand der Plan mit dem Brunnen den bekannten Arzt zu ehren.

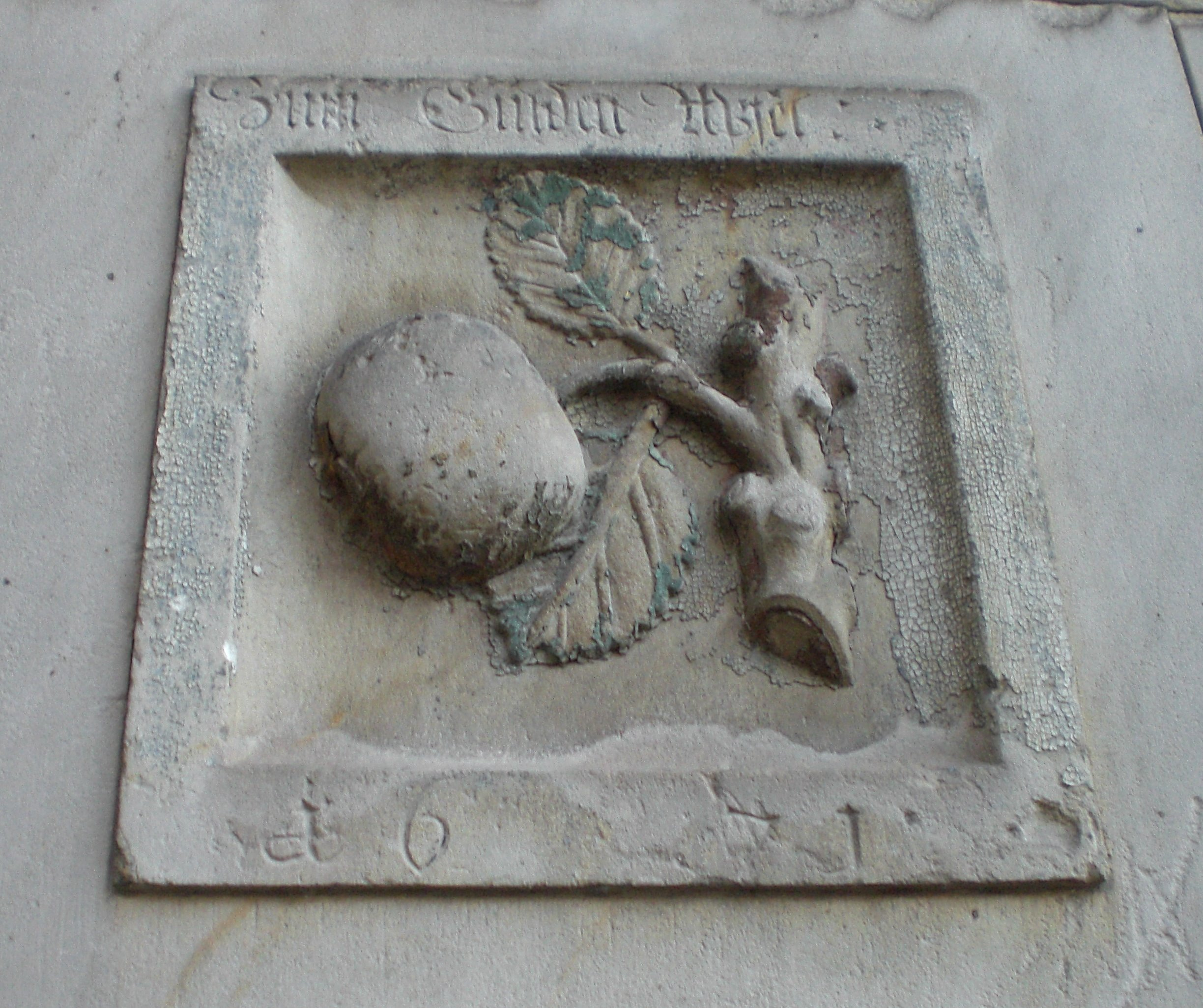
Hauszeichen des ehemaligen Wohnhauses des Doktor Eisenbarth Zum Gülden Apfel

Die Mitteldeutsche Landesbank beauftragte Fritz von Graevenitz mit Entwurf und Ausführung. 1938 legte von Graevenitz Skizzen und Modelle vor, 1939 erfolgte die Fertigstellung.
Trotz der weitgehenden Zerstörung der Magdeburger Innenstadt durch Luftangriffe im Zweiten Weltkrieg blieb der Brunnen und die zu seiner Errichtung führenden Gebäude der Bank und die schwierige städtebauliche Situation des Standortes erhalten.
1998 wurde der Brunnen saniert und die Pumpe erneuert.

## Gestaltung
Der Brunnen wird dominiert von einem hohen, schlanken Muschelkalkpfeiler auf dessen Spitze sich eine unterlebensgroße, Doktor Eisenbarth darstellende Figur befindet. Aus jeder der vier Seiten des Pfeilers ergießt sich aus einem Rohr ein kleiner Wasserstrahl in einen achtkantigen Steintrog. Die acht Außenseiten des Trogs sind mit Bronzetafeln, vier Beschrifteten und vier mit Reliefs Versehenen verziert.

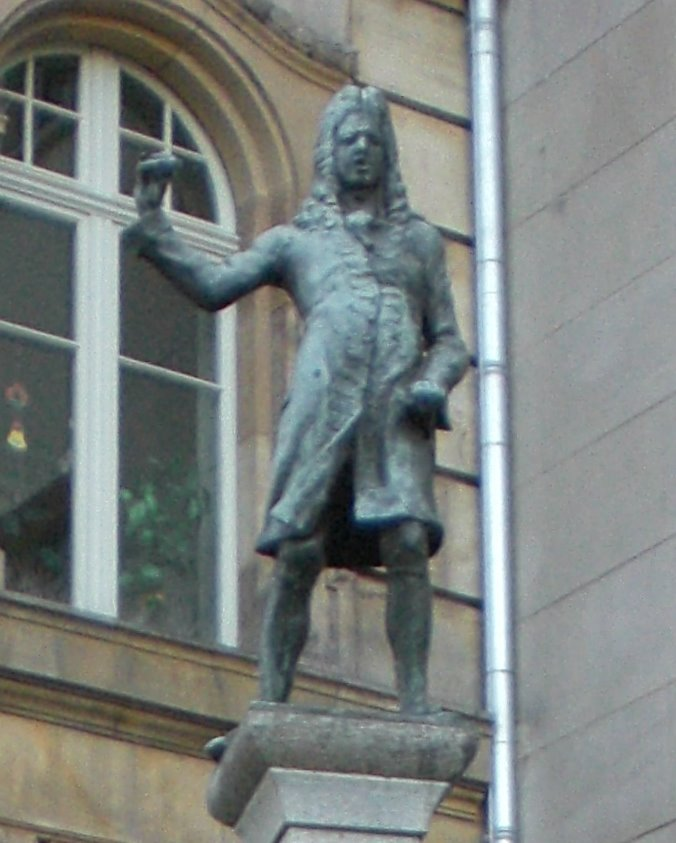
Figur des Doktor Eisenbarth auf dem Brunnen

Die Eisenbarthfigur gibt realistisch die historische Persönlichkeit in historischer Tracht und in für Eisenbart typischer werbender Szene wieder. Zugleich wollte der Künstler durch die deutliche Betonung der
charakteristischen Situation den generellen Typus des Gernegroß herausstellen, der auch Bestandteil Eisenbarths Charakter gewesen sein kann. Der Brunnen kann zugleich auch als Sinnbild für einen immerfort wallenden Redeschwall gelten, der gleichfalls Eisenbarth nachgesagt wird.
Die beschrifteten Bronzetafeln geben das Eisenbart-Lied wieder, welches zur bleibenden Bekanntheit des Arztes entscheidend beitrug.

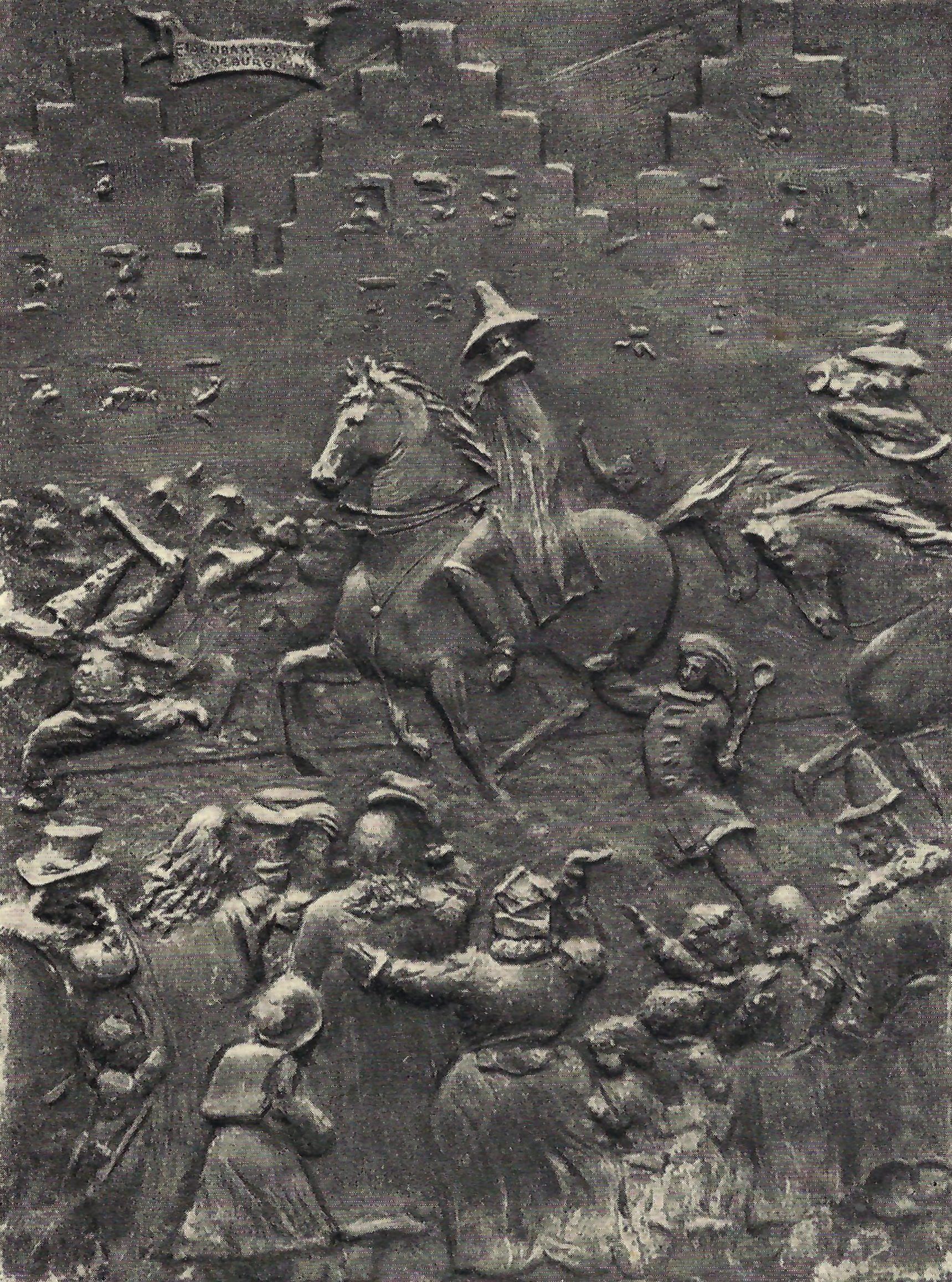
Tafel mit dem Einzug Eisenbarths in die Stadt

Die anderen Bronzetafel stellen vier Szenen aus dem Leben des Doktor Eisenbarth dar. Neben seinem Einzug in die Stadt Magdeburg, auch Eisenbarth in der Sprechstunde, Eisenbarth bei einer Zahnoperation und Die Heilung des Obristen von Graevenitz in Stargard.
Mit der letzten Tafel setzte der Künstler Fritz von Graevenitz einem Vorfahren ein Denkmal. Tatsächlich hatte am 7. Februar 1716 König Friedrich Wilhelm I. die Magdeburger Regierung angewiesen, den Okulisten Eisenbarth schnellstmöglich nach Stargard zu schicken. Der in Stargard befindliche Obrist von Grabnitz vom Borck´schen Regiment hatte ein Schaden ans Auge bekommen und sollte geheilt werden. Der Obrist führte später ein Magdeburger Infanterieregiment und war Kommandant der Festung Magdeburg.
Durch den Auftrag zur Gestaltung des Brunnens hatte sich für Fritz von Graevenitz, der selbst kriegsbedingt ein Augenleiden hatte, die überraschende Möglichkeit zum Tätigwerden in der eigenen Familiengeschichte ergeben. Die Entstehung der ersten Bronzetafel mit dem Einzug Eisenbarths nach Magdeburg beschreibt Fritz von Graevenitz detailliert in seinem Aufsatz Die dritte Dimension. Die Tafeln sollten ursprünglich nur silhouettenhaft gestaltet werden. Im Laufe der Arbeit an der ersten Tafel ergab sich dann jedoch eine dreidimensionale Raumdarstellung.
Als Material für die Figur und die Tafeln wurde Bronze gewählt, die sich dunkel von den umgebenden hellen Steinmauern abhebt, zugleich aber das Licht nicht aufsauge, sondern zurückwerfe. Darüber hinaus seien die schwungvollen, reich gegliederten Formen der Figur so besser herauszuarbeiten. Der Guss der Plastik erfolgte in der Kunstgießerei Franz Burger in Stuttgart-Untertürkheim.
Im Denkmalverzeichnis des Landes Sachsen-Anhalt ist der Brunnen unter der Erfassungsnummer 094 06184 als Baudenkmal verzeichnet.